# Bagnacavallo
Bagnacavallo (romanyol nyelven Bagnacavàl) település Olaszországban, Emilia-Romagna régióban, Ravenna megyében. Lakosainak száma 16 360 fő (2023. január 1.). Bagnacavallo Alfonsine, Cotignola, Fusignano, Ravenna, Faenza, Lugo és Russi községekkel határos.

## Népesség
A település népességének változása:
| Lakosok száma | 16 686 | 16 780 | 16 360 |
|               | 2017   | 2018   | 2023   |